# سلوى جميل
سلوى جميل ممثلة ومطربة سورية، من مواليد مدينة حلب السورية وتخرجت من المعهد العالي للفنون والمسرح، وهي المؤسسة والمدير العام لشركة الأسطورة للإنتاج الفني.

## عن حياتها
ولدت سلوى جميل بمدينة حلب السورية، وتخرجت من المعهد العالي للفنون المسرح، وقد عُرفت بتألقها الفني عبر شاشات التلفاز السورية وعبر مسارح حلب، كما أنها معروفة بصوتها الغنائي المميز وأدائها التمثيلي الناجح عبر المسلسلات ومشاهد الدراما السورية، كما أنها تترأس إحدى أهم شركات الإنتاج الفني بحلب وذلك بالإضافة لعملها الفني.

### بدايتها في العمل الفني
كانت بدايتها الفنية في أواخر التسعينيات من القرن العشرين، حيث شاركت في عام 1999 في أربعة مسلسلات تلفزيونية وهي «الفوارس» و«رمح النار» و«بقايا صور» و«حي المزار»، ومع بداية الألفية الثانية شاركت في مسلسل «الزير سالم» عام 2000، ثم في 2003 شاركت في مسلسلين «ربيع بلا زهور» و«انا و عمتي أمينة»

### 2005 - 2006
منذ عام 2004 شاركت سلوى بمسلسلات هامة حيث قدمت دور «أم سعدى» بمسلسل أبو زيد الهلالي والذي يعد بداية نجاحها الفني، ثم شاركت في مسلسل نزار قباني عام 2005.
بعد سلسلة من الأعمال التلفزيونية التي شاركت بها الفنانة الحلبية سلوى جميل، بدأت بالمشاركة في مسلسل «باب المقام» الذي من إعداد سيناريو وحوار محمد أبو معتوق عن نص مسرحي للأديب وليد اخلاصي بعنوان «مقام إبراهيم وصفية» وقد أدت فيه دور «شكرية» المصابة بانفصام في الشخصية فمرة تكون حنونة وأخرى مجنونة ومرات طيبة ورزينة وفي المقابل زوجها يأتي لها بضرتين وهو من النوع الشرير فتتحمل منه كل مضايقاته لها حتى وفاته.
ومن جانب آخر شاركت الفنانة سلوى جميل بفيلم للمخرج السينمائي محمد ملص يحمل عنوان «حلم باب المقام» وهو إنتاج تونسي ـ فرنسي حيث كانت تجربتها السينمائية الأولى وعن هذه التجربة صرحت قائلة «شكلت لي بطولة هذا الفيلم تغييراً جذرياً في حياتي الفنية اكتشفت بعدها أن التمثيل في السينما يمثل عالماً آخر للفنان وبالتالي جعلتني هذه التجربة السينمائية أحترف التمثيل بشكله الصحيح.».
وفي نفس العام 2005 شاركت في مسلسلي «عصي الدمع» و «الطريق الوعر». 

### تأسيس شركة الأسطورة للإنتاج الفني
قامت سلوى جميل بتأسيس شركة الأسطورة للإنتاج الفني وترأست مجلس إدارتها، وقد صرحت حول تأسيسها الشركة قالئلة «كان هذا الحلم يراودني منذ عشر سنوات واستطعت هذا العام تحقيقه والهدف منه إعطاء فرص أكثر للفنانين السوريين وبخاصة في حلب.» 
كما أنها صرحت أن الشركة تعاونت مع الأكاديمية الأمريكية الدولية للدراسات الإعلامية حيث قالت «نرسم الطريق أمام المواهب الشابة نحو مستقبل مهني متميز وذلك بحصولهم على أفضل الشهادات في العالم مصدقة أصولاً من الجهات الرسمية في أمريكيا والتي تعمل على تدريبهم وتأهيلهم وفق أفضل الطرق والأساليب , ولقد تم التعاون بين الأكاديمية الأمريكية الدولية للدراسات الإعلامية وشركة الأسطورة للإنتاج الفني في حلب وتحت إشرافي.» 

### 2007 - الآن
شاركت بعد ذلك في عدة مسلسلات مثل «طرة ولا نقش» ومسلسل «باب المقام» و«فتافيت» عام 2009، ثم بعد ذلك شاركت في مسلسل «الإمام» في 2017 ومسلسل «روزنا» عام 2018.

## أعمالها
- الفوارس 1999
- رمح النار 1999
- بقايا صور 1999
- حي المزار 1999
- الزير سالم 2000
- أبو زيد الهلالي 2004
- نزار قباني 2005
- عصي الدمع 2005
- الطريق الوعر 2005
- كوم الحجر 2007
- طرة ولا نقش 2007
- باب المقام 2008
- فتافيت 2009
- الإمام 2017
- روزنا 2018
- باب الحارة - الجزء 10 2019